# Huia (vogel)
De  huia (Heteralocha acutirostris) was een vogelsoort die endemisch was in Nieuw-Zeeland. De soort is uitgestorven. Sinds 1907, toen W.W. Smith op 28 december  in de Tararua Ranges drie vogels zag, zijn er geen betrouwbare waarnemingen meer gedaan.

## Voorkomen
De vogel had een blauwzwart verenkleed, helderoranje lellen op de wangen en witte uiteinden aan de staartveren. Het was de enige bekende vogelsoort waarbij de snavels van de geslachten radicaal verschillen. De snavel van het mannetje was korter (circa zes centimeter) en recht, terwijl de snavel van het vrouwtje langer (tot tien centimeter) en gekromd was. Het was een opvallend voorbeeld van seksuele dimorfie. Huia's waren nog nauwelijks wetenschappelijk onderzocht voordat ze uitstierven.

## Dieet
De seksuele dimorfie van de snavel was een aanpassing aan de coöperatieve voedingsstrategieën van de vogel. Het mannetje gebruikte zijn snavel om in de buitenste lagen van levend of rottend hout te beitelen waardoor hij het vrouwtje in staat stelde om plekken te bereiken die ontoegankelijk waren voor het mannetje. De anatomie van de musculatuur van de kop en de nek van het mannetje suggereert ook dat het mannetje zijn snavel in rottend hout kon steken en zijn snavel met grote kracht kon opensperren om het hout te splijten. Het dieet bestond uit insecten en hun larven, spinnen en kleine bessen. Het voedsel werd gedeeld.

## Voortplanting
Van het broedseizoen werd aangenomen dat het vroeg in de zomer viel, als er een 35 centimeter breed, schaalvormig nest werd aangelegd. Er werden twee tot vier, grijzige, 3-4 centimeter grote eieren gelegd.

## Habitat
Subfossiele beenderen van de huia zijn op verschillende plekken op het Noordereiland gevonden. Levende vogels zijn echter alleen waargenomen door Europese immigranten in zuidelijke gebieden van het eiland, de Tararua Ranges en de Rimutaka Ranges. De vogel deelt zijn naam met een kleine gemeenschap in de Waitakere Ranges, waar de vogel misschien ooit voorkwam. De huia verplaatste zich voornamelijk door te lopen en was een matige vlieger. Hij had een roep van schril gefluit om zich ervan te verzekeren dat andere leden van de groep in de buurt waren. Een imitatie van de roep van de vogel is bewaard gebleven als een opname van het huia-expeditie-lid Henare Haumana die de roep in 1907 nadeed (New Zealand Sound Archives).

## Afname

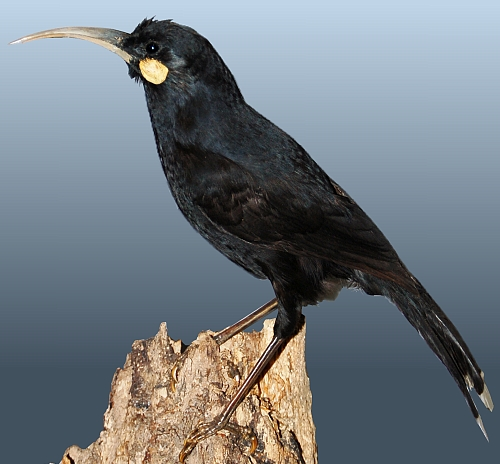
Vrouwtje (Museum Wiesbaden)

Verschillende natuuronderzoekers waaronder Walter Buller merkten op dat de vogels al in aantal afgenomen waren toen Europese immigranten arriveerden. De opvallende zwarte staartveren met witte punten werden vaak gedragen door Maori-opperhoofden als een soort statussymbool. Het dragen van veren als versiering werd later overgenomen door immigranten als een symbool van sociale status. De vogels waren nieuwsgierig en konden makkelijk worden gevangen door hun roep te imiteren. De huia's kwamen op de imitatieroep af en gingen vlak naast de mensen op een tak of iets dergelijks zitten. Vaak zaten ze op een boomstam; de vanger ging aan de andere kant van de stam staan en pakte simpelweg de poten van de huia. In 1888 leverde een jacht van elf Maori's in het bos tussen Manawatu Gorge en Akitio 646 huia-huiden op.
In februari 1892 werd maatregelen aangenomen om het illegaal te maken om huia's te doden of mee te nemen, maar de handhaving van de maatregelen werd niet serieus genomen. Na het bezoek van de Hertog van York, de latere koning George V van het Verenigd Koninkrijk, nam de vraag naar huia-veren enorm toe, vooral nadat de hertog een huia-veer op zijn hoedlint droeg. De prijs van veren nam volgens geruchten toe tot een pond per stuk. De toenmalige gouverneur-generaal, de graaf van Onslow, probeerde om verdere beschermingsmaatregelen te nemen maar niet lang nadien werd gerapporteerd dat de vogel was uitgestorven. Rond 1922/1923 zijn de laatste huia's gesignaleerd, met nog enkele onbevestigde waarnemingen tot in 1937.